# Clarkfield
Clarkfield è una città degli Stati Uniti d'America, situata in Minnesota, nella contea di Yellow Medicine.